# Luis Deza Linares
Luis Alberto Deza Linares, (Trujillo, 12 de febrero de 1944) es un poeta, escritor, pintor, astrólogo y agricultor sinérgico peruano, radicado en Italia. Su lengua literaria es el italiano.

## Reseña biográfica
Radica en Italia desde 1975. Estudioso y docente de Cosmobiología, Historia de las Religiones y Culturas Tradicionales. Fundador del ashram Fior d'Oro en la campiña florentina, donde combina la enseñanza de la yoga y sus actividades artísticas y de estudio con la dedicación a la agricultura orgánica. 

## Obra publicada
- La cena cosmica di Leonardo, Florencia, 1970, Publicación del Centro Italiano de Astrología Linguaggio astrale;[1]
- Ritorno alla mistica ("Retorno a la mística"), (con reproducciones del autor), Florencia, Casa de Dante, 1982;
- L'anima dell'amante ("El alma del amante"), Ragusa, Libroitaliano  World, 2008, Colección Le Muse. Poeti italiani contemporanei. ISBN 978-88-7865-650-5.[2]
- Astrología, método evolutivo, (con prefacio de Cristina Valesio), Florencia, Fondazione Progetto Pax, 2003;

## Obra inédita
- Tarocchi via Simbolica ("El Tarot, vía simbólica");
- Le visioni di un iniziato ("La visión del iniciado");
- Lo spirito dell'uomo ("El espíritu del hombre"), didascálico;
- Lo spazio del cuore ("El espacio del corazón"), poesía mística;
- Fedele d'amore ("Fiel de amor"), poesía lírica;
- Haiku ("Haiku");